# Columbinae
Columbinae, potporodica ptica, dio porodice Columbidae iz reda Columbiformes.

## Razdioba
Rodovi:
- Caloenas (na Nikobarima)
- Chalcophaps
- Claravis
- Columba
- Columbina
- Ectopistes
- Gallicolumba
- Geopelia
- Geophaps
- Geotrygon
- Henicophaps
- Leptotila
- Leucosarcia
- Macropygia
- Metriopelia
- Microgoura
- Nesoenas
- Ocyphaps
- Oena
- Petrophassa
- Phaps
- Reinwardtoena
- Starnoenas
- Streptopelia
- Trugon
- Turacoena
- Turtur
- Uropelia
- Zenaida